# BV 04 Düsseldorf
BV 04 Düsseldorf is een Duitse sportclub uit Düsseldorf, Noordrijn-Westfalen. Aanvankelijk was de club enkel actief in voetbal en handbal, maar biedt tegenwoordig ook badminton, gymnastiek, jiu-jitsu en tafeltennis aan.

## Geschiedenis
De club werd in 1904 opgericht en sloot zich aan bij de West-Duitse voetbalbond. De club speelde in de lagere reeksen van de Noordrijncompetitie. Toen deze opgesplitst werd in meerdere reeksen wegens het uitbreken van de Eerste Wereldoorlog speelde de club voor het eerst in de hoogste klasse. De eerste drie seizoenen eindigde de club onderaan de rangschikking, maar in 1918/19 werd BV verrassend kampioen, echter was er geen verdere eindronde meer.
Hierna gingen de clubs uit Düsseldorf in de Bergisch-Markse competitie spelen. Na één seizoen kwamen er vier reeksen en die werden dan weer teruggebracht naar één reeks. BV 04 eindigde in zijn groep samen met TuRU 1880 Düsseldorf derde, maar moest degraderen terwijl TuRU wel mocht blijven. Na één seizoen promoveerde de club weer. De competitie werd van 1922 tot 1926 over twee jaar gespeeld en elk seizoen werd een heen- of terugronde gespeeld. Na een derde plaats in het eerste seizoen kon de club na de heenronde over Düsseldorfer SC 99 springen en vicekampioen worden. Het volgende seizoen verliep teleurstellend toen de club na de heenronde op de voorlaatste plaats stond, na de terugronde eindigde BV op de zesde plaats. Vanaf 1926 werd opnieuw over één seizoen gevoetbald en kwamen er twee reeksen. De club eindigde telkens in de middenmoot en speelde geen rol van betekenis meer. In 1930/31 werd de club zelfs laatste maar werd gered omdat de competitie nog uitgebreid werd. In 1933 kwam de NSDAP aan de macht in Duitsland en zij herstructureerden de competitie. De West-Duitse bond en zijn acht competities verdwenen en maakten plaats voor drie Gauliga's waar voor BV 04 geen plaats meer was.
In 1938 fuseerde de club met Teutonia Düsseldorf. Na de Tweede Wereldoorlog was er de eerste jaren opnieuw regionaal voetbal zoals in de tijd voor de NSDAP. BV 04 speelde zo opnieuw in de hoogste klasse in 1946/47 en eindigde in de middenmoot. De Oberliga werd hierna ingevoerd en de club plaatste zich hier niet voor. Tot 1952 speelde de club nog in de Landesliga Niederrhein. In 1964 promoveerde de club terug naar de Landesliga, die nu nog maar de vierde klasse was en bleef daar tot 1968. In 1976 promoveerde BV opnieuw en werd vicekampioen, waardoor een nieuwe promotie aan hun neus voorbij ging. In 1977/78 liet de club nog één keer van zich horen op nationaal vlak toen ze zich plaatsten voor de DFB-Pokal en zelfs de eerste ronde overleefden. In de tweede ronde werden ze er uitgekegeld door Borussia Mönchengladbach. In 1979 werd de club nog kampioen en promoveerde zo naar de Verbandsliga, die door de invoering van de Oberliga nu de vierde klasse was. Na twee seizoenen degradeerde de club en gleed later weg naar de Bezirksliga. In 1998 kon de club opnieuw promoveren naar de Landesliga en bleef daar ook tien seizoenen en speelt nu opnieuw in de Bezirksliga.

## Erelijst
Kampioen Noordrijn-Düsseldorf
1919